# Steve Howey (football)
Pour les articles homonymes, voir Steve Howey.
Steve Howey, né le 26 octobre 1971 à Sunderland (Angleterre), est un footballeur anglais, qui évoluait au poste de défenseur. 
Steve Howey joua dans différents clubs anglais, sans oublier le New England Revolution (États-Unis), et l'équipe d'Angleterre. 
Howey n'a marqué aucun but lors de ses quatre sélections avec l'équipe d'Angleterre entre 1994 et 1996.

## Carrière
- 1989-2000 : Newcastle United  Angleterre
- 2000-2003 : Manchester City  Angleterre
- 2003-2004 : Leicester City  Angleterre
- 2004 : Bolton Wanderers  Angleterre
- 2004 : New England Revolution  États-Unis
- 2005 : Hartlepool United  Angleterre[1],[2]

## Palmarès

### En équipe nationale
- 4 sélections et aucun but avec l'équipe d'Angleterre entre 1994 et 1996

### Avec Newcastle United
- Vainqueur du Championnat d'Angleterre de D2 en 1993.

### Avec Manchester City
- Vainqueur du Championnat d'Angleterre de D2 en 2002.